# Kiku-6
O Kiku-6, também conhecido por seu seu nome técnico ETS-VI (acrônimo de Engineering Test Satellite-VI), foi um satélite japonês que era de propriedade da NASDA. O satélite tinha uma expectativa de vida útil de 10 anos.

## Lançamento
O satélite foi lançado com sucesso ao espaço no dia 28 de agosto de 1994, por meio de um veículo H-II a partir do Centro Espacial de Tanegashima, no Japão. Ele tinha uma massa de lançamento de 2000 kg.

## Características
O satélite seria colocado em uma órbita geoestacionária por um motor de apogeu experimental utilizando propelentes líquidos. Mas, como resultado de um mau funcionamento do motor a órbita geoestacionária não pode ser alcançada e o Kiku-6 permaneceu em sua órbita de transferência (366 km x 36,150 km e inclinação de 28,6°). Sua missão era validar tecnologias para uma plataforma de satélite geoestacionário estabilizado com 3 eixos de alta performance e também para confirmar o desempenho do veículo de lançamento H-II. Pesando 2 toneladas sem o motor de apogeu incluindo 660 kg de carga útil, o Kiku-6 tinha a forma de um cubo sobre o qual estavam fixados dois painéis solares destacáveis.